# Loxostege minimalis
Loxostege minimalis là một loài bướm đêm trong họ Crambidae.